# Nello Ciaccheri
Nello Ciaccheri (Bagno a Ripoli, 8 september 1893 - Firenze, 26 februari 1971) was een Italiaans wegwielrenner. 

## Carrière
Als amateur werd hij geselecteerd en was hij deelnemer aan de Olympische Spelen van de achtste olympiade te Parijs, in de ploegentijdrit haalde zijn ploeg een vijfde plaats. Hij reed als professioneel wielrenner van 1923 tot 1929, eerst twee jaar voor Bianchi, vervolgens twee jaar voor Legnano-Pirelli en de laatste drie jaren van zijn carrière voor kleinere ploegen.
Hij won meerdere etappes in de ronde van Reggio Calabria in 1923 én in 1926 en was de winnaar in 1925 van de ronde van Toscane. Dat jaar behaalde hij ook de vijfde plaats in het eindklassement van de Giro d'Italia. Ciaccheri eindigde negende in Milaan-San Remo 1925 en behaalde de tweede plaats en het podium in Milaan-San Remo 1926.

## Erelijst
1922
- Coppa Città di Milazzo

1923
- Coppa Caivano
- Ronde van Reggio Calabria

1924
- Coppa Cavacciocchi
- Milaan-Modena

1925
- Ronde van Toscane

1926
- Coppa Cavacciocchi
- Ronde van Reggio Calabria

## Resultaten in voornaamste wedstrijden
| Jaar | Ronde van Italië | Ronde van Frankrijk | Ronde van Spanje |
| ---- | ---------------- | ------------------- | ---------------- |
| 1923 |                  |                     |                  |
| 1924 |                  |                     |                  |
| 1925 | 5e               |                     |                  |
| 1926 |                  |                     |                  |
| 1927 |                  |                     |                  |
| 1928 |                  |                     |                  |
| 1929 | 26e              |                     |                  |

| Jaar | Milaan-San Remo | Ronde van Lombardije |
| ---- | --------------- | -------------------- |
| 1923 | 18e             | 12e                  |
| 1924 | 5e              |                      |
| 1925 | 9e              |                      |
| 1926 | ↑               |                      |
| 1927 |                 |                      |
| 1928 |                 |                      |
| 1929 |                 |                      |

- Bibliothèque nationale de France: cb170721230 (data)
- Virtual International Authority File: 7382147605377057760003